# Tollygunge
Tollygunge est un quartier de Calcutta, situé au sud de cette ville de l’État du Bengale-Occidental, en Inde. Il a donné son nom à Tollywood, base du cinéma bengali.